# 春月 (駆逐艦)
春月（はるつき）は、日本海軍の駆逐艦で、秋月型駆逐艦の9番艦。艦名は「春の月」の意味。

## 概要
日本海軍が佐世保海軍工廠で建造した秋月型駆逐艦。秋月型の第2グループとして冬月型に分類する分類法もある。
1944年（昭和19年）12月28日に竣工後、訓練部隊の第十一水雷戦隊に編入された。
1945年（昭和20年）1月20日に第一護衛艦隊麾下の第百三戦隊が新編されると、「春月」は同戦隊の旗艦となった。第百三戦隊は第一護衛艦隊の僚艦と共に、黄海～朝鮮方面の護衛任務に従事した。終戦後、「春月」は復員輸送艦として行動する。その後、戦時賠償艦に指定された。1947年（昭和22年）8月28日、ソビエト連邦に引き渡された。

## 艦歴

### 日本時代
1941年（昭和16年）度計画（マル急計画）による乙型一等駆逐艦の第362号艦として、佐世保海軍工廠において1943年（昭和18年）12月23日に起工。
1944年（昭和19年）8月3日、「春月」は進水した。同年12月28日に竣工した。当初は三菱長崎造船所で建造される予定であったが、線表改訂により佐世保海軍工廠での建造に変更された。
就役後の「春月」は、訓練部隊の第十一水雷戦隊（司令官高間完海軍少将）に編入されるも、乗員の練習度不足により、訓練のため1ヵ月間の猶予を申し出た。また、戦隊旗艦および司令駆逐艦として使用するために艦橋後部の拡張工事が行われ、拡張部を含めた艦橋は、他の秋月型駆逐艦諸艦のそれより大きく取られた。艦橋重量が増したため、他の冬月型が備えた艦橋左右への機銃台設置は、「春月」では行われなかった。1月20日に佐世保を出港して瀬戸内海に回航された。
この頃、新しい対潜掃討部隊として第百三戦隊（司令官久宗米次郎少将）が1月20日附で編成され、第一海上護衛艦隊（前年12月20日新編、司令長官岸福治中将）の指揮下に入った。「春月」は佐世保出港日の1月20日付で第百三戦隊に編入され、1月23日に久宗少将以下司令部が乗艦して将旗を掲げた。ただし、戦隊旗艦になったとはいえ前述どおり乗員の練習度が浅かったことから、半月ほどは引き続き第十一水雷戦隊の指揮下で訓練を続行し、残る半月は佐伯湾に回航して対潜訓練に宛てられる事となった。
訓練終了後、3月6日に呉を出撃した。同日付で第百三戦隊は鎮海警備府護衛部隊（鎮警長官岡敬純中将）に編入された。3月8日、「春月」は鎮海に到着した。3月12日、岡中将は黄海方面部隊を編成し、黄海方面の対潜作戦・航路の統一管制をおこなう。黄海方面部隊（指揮官久宗少将/第百三戦隊司令官）は、「春月」、海防艦「隠岐」「第617号海防艦」、敷設艇「巨済」「済州」、掃海艇「第20号」、駆潜艇「第19号」「第26号」という兵力であった。「春月」は「隠岐」「第19号駆潜艇」と合流し、久宗少将は3隻を率いて3月15日に荷衣島へ進出した。黄海方面部隊は、対潜作戦と海上交通保護作戦に従事した。
5月に入ると連合軍機による空襲も激しくなり、船舶の被害は拡大するばかりだった。6月1日、第一海上護衛部隊の兵力部署が改定され、黄海方面護衛部隊（指揮官久宗少将/第百三戦隊）の兵力は第百三戦隊（「春月」ほか、一部欠）、第一海防隊、第十二海防隊、駆潜艇「第19号」「第21号」「第26号」となった。米軍の沖縄本島制圧と航空基地の展開により航空攻撃はますます激化し、哨戒線は朝鮮半島西岸部や対馬海峡まで後退した。
「春月」は7月1日に佐世保へ帰投し、8月15日の終戦を呉で迎えた。
10月5日、「春月」は除籍された。その後は復員輸送艦となる。横須賀で特別保管艦として係留。長浦港にて、駆逐艦「雪風」と並んで繋留された写真も残る。
1947年（昭和22年）8月25日に佐世保を出港してナホトカに向かった。8月28日に到着後、ソ連に賠償艦として引き渡された。ソ連では「ポスペシュニー」と命名され1960年代前半に廃艦となったという情報もあるが、ロシア側の情報では以下のようになっている。

### ソ連時代

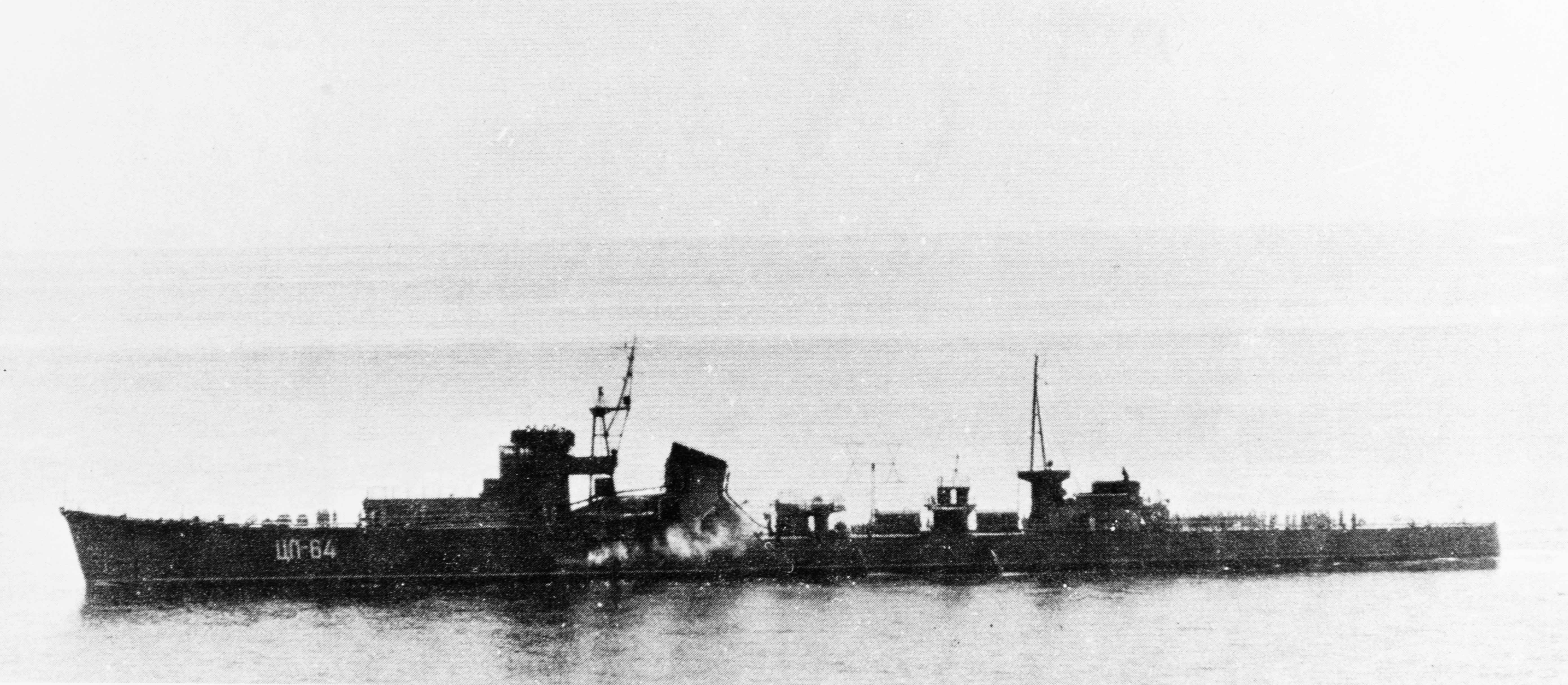
標的艦「TsL-64」となった元「春月」。1959年7月撮影。魚雷発射管があった位置に「ナイフ・レストB」早期警戒レーダーが装備され、後甲板にはヘリ着艦用のマーキングがされていた。

日本海軍の解体に関連し、引渡しに先立って1947年（昭和22年）7月7日付けでソ連海軍に登録され、1947年（昭和23年）8月28日にソ連海軍へ引き渡され、太平洋艦隊第5艦隊に編入された。引き渡し当時は武装解除された状態であったが、艦の状態は良好であった。9月25日付けで「ヴネザープヌイ (Внезапный) 」と改名された。艦名は、「突然の」という意味のロシア語の形容詞である。類別は日本時代に引き続き駆逐艦（ロシア語では「艦隊水雷艇」:Эскадренный миноносец）とされ、第5艦隊第63駆逐艦隊に配属された。第5海軍第0211号指令により、「ヴネザープヌイ」は1948年4月15日から丸一年にわたり保管状態に入れられた。
第0031号指令により、「ヴネザープヌイ」では1949年4月28日から修復工事が開始された。6月17日付けで練習艦（Учебный корабль）に類別を変更され、艦名を「オスコール (Оскол) 」と改められた。「オスコール」とは、ロシア・ウクライナを流れるドネツ川の支流であるオスコール川による。練習艦とするために受けた改修により、艦にはジャイロコンパス、測程器、音響測定儀、電波方位測定儀、5 基の磁気コンパスといった新しい航法装置、KVおよびUKV送信機とKVおよびVV受信機からなる通信装置などが搭載された。また、武装としては37ミリ自動砲21 門が搭載された。計画されたレーダーやソナー、対化学兵器防護装置などの設置は見送られた。
1950年代初頭の時点では、太平洋海域において「オスコール」は同クラスの艦艇の中では特に優れた戦闘能力を持つ艦であったが、中頃にはその装備は旧式化し、残されたのは不遇な運命だけであった。1951年には中期修理が第202造船工場で開始されたが、1953年後期まで作業は行われなかった。1954年3月23日には中期修理の中止が決定され、浮き兵舎に改装するための最小限の作業が実施された。
「オスコール」は1955年1月1日付けで浮き兵舎（Плавучая казарма）に類別を変更され、同年3月12日付けで「PKZ-65 (ПКЗ-65) 」に名称を改められた。同年6月2日には標的艦（Корабль цель）に類別を変更され、名称も「TsL-64 (ЦЛ-64) 」に改められた。1965年9月18日付けで再び浮き兵舎に戻され、名称は「PKZ-37 (ПКЗ-37) 」となった。「PKZ-37」は1969年6月4日付けでソ連海軍を除籍され、解体された。

## 歴代艦長
※『艦長たちの軍艦史』358-359頁による。

### 艤装員長
1. 古浜智 中佐：1944年11月20日 -

### 駆逐艦長
1. 古浜智 中佐：1944年12月28日 -